# Joseph von Mycielski

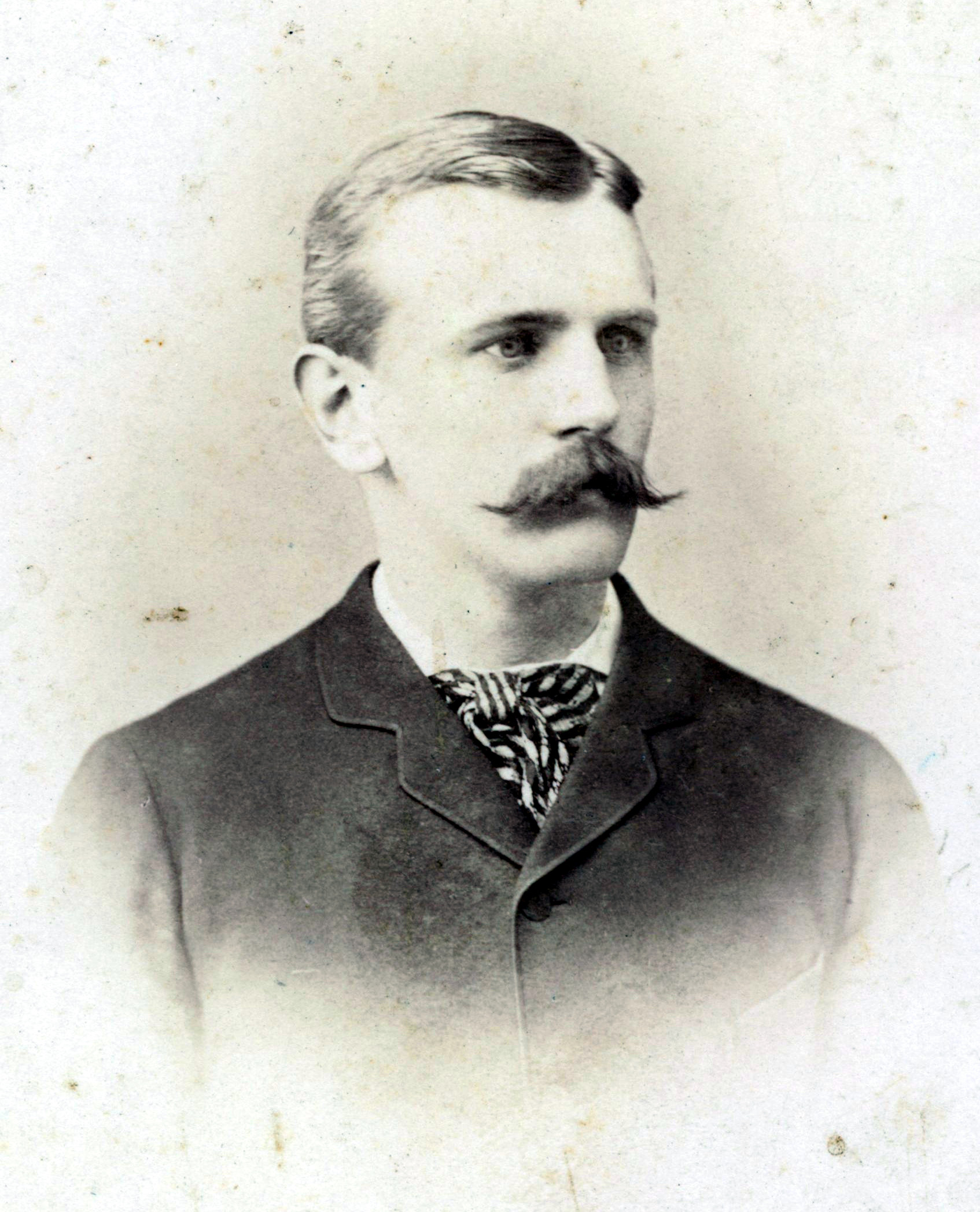
Joseph von Mycielski (um 1880)

Joseph Stephan von Mycielski (* 15. November 1863 in Kobylepole, Landkreis Posen; † 10. Dezember 1913) war ein Rittergutsbesitzer und Mitglied des Reichstags des Deutschen Kaiserreichs.

## Herkunft
Seine Eltern waren der Graf Theodor von Mycielin-Mycielski (* 4. März 1804; † 6. Juni 1874) und dessen zweite Ehefrau Luise von Biszping (* 18. August 1818; † 12. Juli 1891). Sein Vater war seit dem 30. Juli 1822 und Mitglied des Deutschen Reichstags auf Lebenszeit. Ferner war er Besitzer der Güter Chocieszewice, Siedmiorogowo und Zimnawoda.

## Leben
Joseph von Mycielski war Besitzer des Ritterguts Kobylepole in der Nähe von Posen. Bei der Reichstagswahl 1903 gewann er das Mandat im Wahlkreis Posen 5 (Gostyn, Rawitsch). Er gehörte im Reichstag zur Polnischen Fraktion. Im Oktober 1904 trat er von seinem Mandat zurück.
Mycielski heiratete am 15. Juli 1896 mit Irena von (Korzbok-) Lacka (* 21 Aug 1863). Das Paar hatte mehrere Kinder:
- Maria Immakulata Theresia Antoinette (* 6. Mai 1897)
- Alfred Wladislaus Dominik (* 4. August 1898)
- Antoinette Maria Franziska Theresia Stanislawa Josephine Gabriella (* 11. November 1899)
- Irena Antoinette Maria Konstanze (* 13. Juni 1901)
- Josephine Iza Sophia Antoinette Franziska Wollstein (* 16. Februar 1904)